# Otto Wahl (Skilangläufer)
Otto Wahl (* 9. Juli 1904 in Zella-Mehlis; † 1. Juli 1935 ebenda) war ein deutscher Skilangläufer.

## Werdegang
Ab Mitte der 1920er Jahre war der Skilangläufer Otto Wahl der wichtigste Sportler seines Vereins Wintersportverein Zella. So wurde er 1924 deutscher Meister im Skilanglauf und startete vier Jahre später bei den Olympischen Winterspielen 1928 in St. Moritz in den Disziplinen 18 und 50 km. Von 1929 bis 1931 nahm Wahl an den Nordischen Skiweltmeisterschaften teil und erzielte 1931 mit einem 8. Platz über 50 km sein bestes Resultat. Über die Distanz von 18 km belegte er den 19. und über 50 km den 10. Rang. Dabei war Wahl einer der besten Athleten, der nicht aus einem zu dieser Zeit dominierenden skandinavischen Land kam.
Wahl nahm an den Nordischen Skiweltmeisterschaften 1929 in der Nordischen Kombination teil und beendete den Wettbewerb als Neunzehnter.
Wenige Tage vor seinem 31. Geburtstag starb Wahl an einer Gehirnerkrankung.
Zu seinen Ehren wird in seiner Heimatstadt der Otto-Wahl-Lauf von seinem Verein SC Motor Zella-Mehlis (neuer Name) veranstaltet.